# Sterphus calypso
Sterphus calypso är en tvåvingeart som beskrevs av Heikki Hippa 1994. Sterphus calypso ingår i släktet Sterphus och familjen blomflugor.
Artens utbredningsområde är Bolivia. Inga underarter finns listade i Catalogue of Life.